# 沖縄地方裁判所
もしかして
- 那覇地方裁判所

ではありませんか？